# Stronkmollisia
De stronkmollisia (Pyrenopeziza aquosa, synoniem: Mollisia aquosa) is een schimmel behorend tot de familie Ploettnerulaceae. Hij komt voor in elsenbroekbos op dode stronken van loofbomen.

## Kenmerken
De blauwachtig grijze apothecia (vruchtlichamen) hebben een doorsnede van 0,5 tot 0,8 mm. De asci zijn IKI+ en hebben croziers meten 40-50 x 6-7 µm. De ascosporen zijn 4-6 x 2 µm groot.

## Verspreiding
In Nederland komt de stronkmollisia zeldzaam voor.